# Musée de l'image
Musée de l'image är ett franskt bildmuseum i Épinal i Vosges. 
Museet öppnades 2003 och är ägnat den typen av färglagda litografiska bilder, som staden Épinal var känt för under 1800-talet. Museet har samlingar med fler än 100.000 bilder.
Salen för permanenta utställningar är 400 kvadratmeter stor och visar massbilder från 1600-talet till vår tid. 